# Neurossexismo
O neurossexismo é um preconceito ou viés na neurociência das diferenças sexuais no sentido de reforçar estereótipos de género prejudiciais. O termo foi cunhado pela estudiosa feminista Cordelia Fine em um artigo de 2008 e popularizado por seu livro de 2010, Delusions of Gender . O conceito é hoje amplamente utilizado pelos críticos da neurociência das diferenças sexuais na neurociência, na neuroética e na filosofia .

## Definição
A neurocientista Gina Rippon define o neurossexismo da seguinte forma: "'Neurossexismo' é a prática de afirmar que existem diferenças fixas entre os cérebros femininos e masculinos, o que pode explicar a inferioridade ou inadequação das mulheres para determinados papéis." Por exemplo, "isso inclui coisas como os homens serem mais lógicos e as mulheres serem melhores em línguas ou em educação".
Fine e Rippon, juntamente de Daphna Joel, afirmam que “o objetivo da investigação crítica não é negar as diferenças entre os sexos, mas garantir uma compreensão completa das descobertas e do significado de qualquer relatório específico”. Muitas das questões que discutem para apoiar a sua posição são "questões sérias para todas as áreas da investigação comportamental", mas argumentam que "na investigação sobre diferenças de sexo/género... são frequentemente particularmente agudas." No entanto, o fator comum que influencia a maturidade lógica entre homens e mulheres é a maturidade do córtex frontal, que amadurece aos 25 anos de idade, no mínimo. O tema do neurossexismo está, portanto, intimamente ligado a debates mais amplos sobre metodologia científica, especialmente nas ciências comportamentais.

## História
A história da ciência contém muitos exemplos de cientistas e filósofos que tiraram conclusões sobre a inferioridade mental das mulheres, ou a sua falta de aptidão para determinadas tarefas, com base em alegadas diferenças anatómicas entre os cérebros masculino e feminino. No final do século 19, George J. Romanes usou a diferença no peso médio do cérebro entre homens e mulheres para explicar a "marcada inferioridade do poder intelectual" destas últimas. Na ausência de uma suposição sexista sobre a superioridade masculina, não haveria nada para explicar aqui.
Apesar desses estudos históricos pseudocientíficos, Becker et al. argumentam que “durante décadas” a comunidade científica se absteve de estudar as diferenças sexuais. Larry Cahill afirma que hoje existe uma crença amplamente difundida na comunidade científica de que as diferenças sexuais não importam para grande parte da biologia e da neurociência, exceto para explicar a reprodução e o funcionamento dos hormônios reprodutivos.
Embora declarações abertamente sexistas possam já não ter lugar na comunidade científica, Cordelia Fine, Gina Rippon e Daphna Joel afirmam que ainda existem padrões semelhantes de raciocínio. Eles afirmam que muitos investigadores que fazem afirmações sobre diferenças cerebrais de género não conseguem fornecer garantias suficientes para a sua posição. Os filósofos da ciência que acreditam num padrão normativo isento de valores para a ciência consideram a prática do neurossexismo particularmente problemática. Eles defendem que a ciência deve estar livre de valores e preconceitos e argumentam que apenas os valores epistémicos têm um papel legítimo a desempenhar na investigação científica. No entanto, ao contrário da visão ideal livre de valores, Heather Douglas argumenta que 'a ciência livre de valores é uma ciência inadequada'